# Cramond Island
Cramond Island (schottisch-gälisch Eilean Chathair Amain) ist eine 1,6 km vor der Küste gelegene Gezeiteninsel im Firth of Forth in Schottland. Sie liegt zwischen South Queensferry und dem Edinburgher Ortsteil Cramond. Die ovale Insel ist 0,54 km lang und 7,70 ha groß.
Die Insel ist Teil des Dalmeny Estate. Cramond Island ist eine von 43 Gezeiteninseln, die vom Festland Großbritanniens aus zu Fuß oder mit Fahrzeugen erreichbar sind, und eine von 17 in Schottland. Eine Fläche von 40 mal 15 Metern wird von einer niedrigen Trockenmauer umschlossen.
Cramond Island ist mit dem Festland bei Ebbe über die „Drum Sands“ verbunden. Ein gepflasterter Weg ermöglicht bei Niedrigwasser den Zugang. Der Damm verläuft neben einer Reihe von Betonmasten, die während des Zweiten Weltkrieges als U-Bootsperre errichtet und zu einer Sehenswürdigkeit in der Gegend wurden. Bei Flut ist der Damm mehrere Meter hoch von Meer bedeckt. Die Küstenwache empfiehlt, die Überfahrt nur während der zwei Stunden vor und nach Niedrigwasser zu versuchen. Die Insel liegt vor der Mündung des River Almond, die neben dem landwärtigen Ende des Dammes liegt.

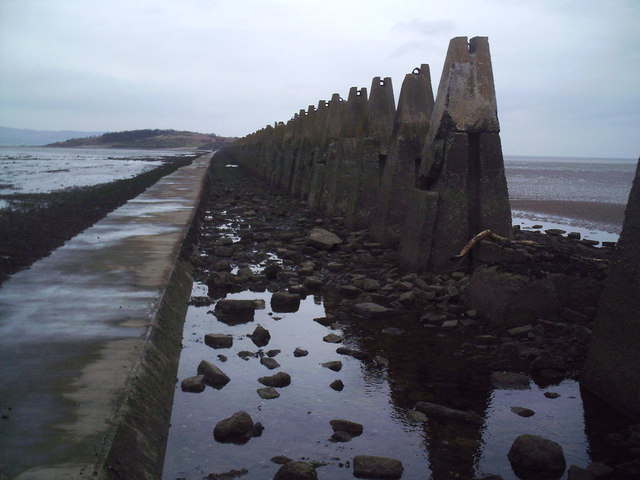
Der Damm bei Niedrigwasser
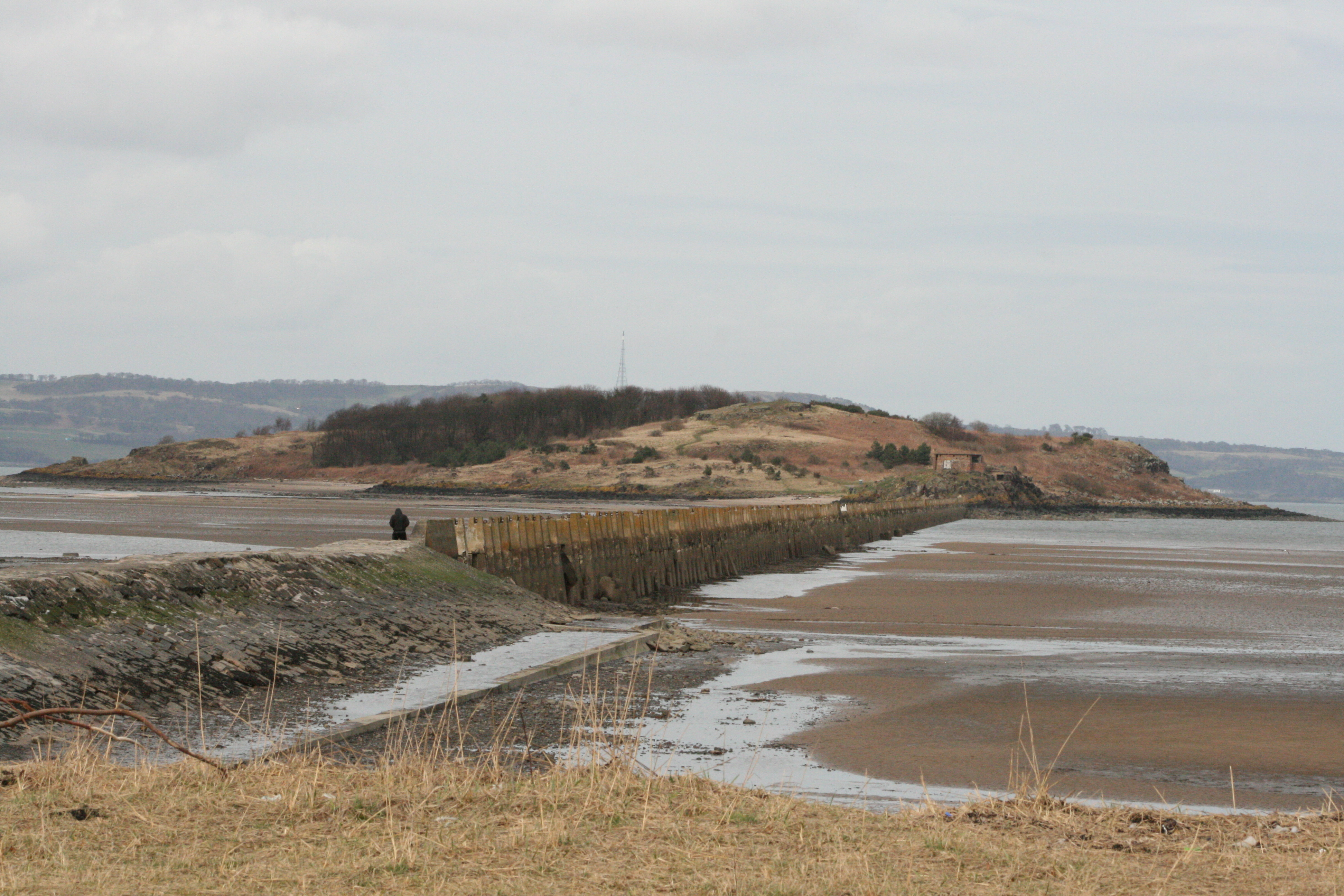
Der Damm bei Niedrigwasser
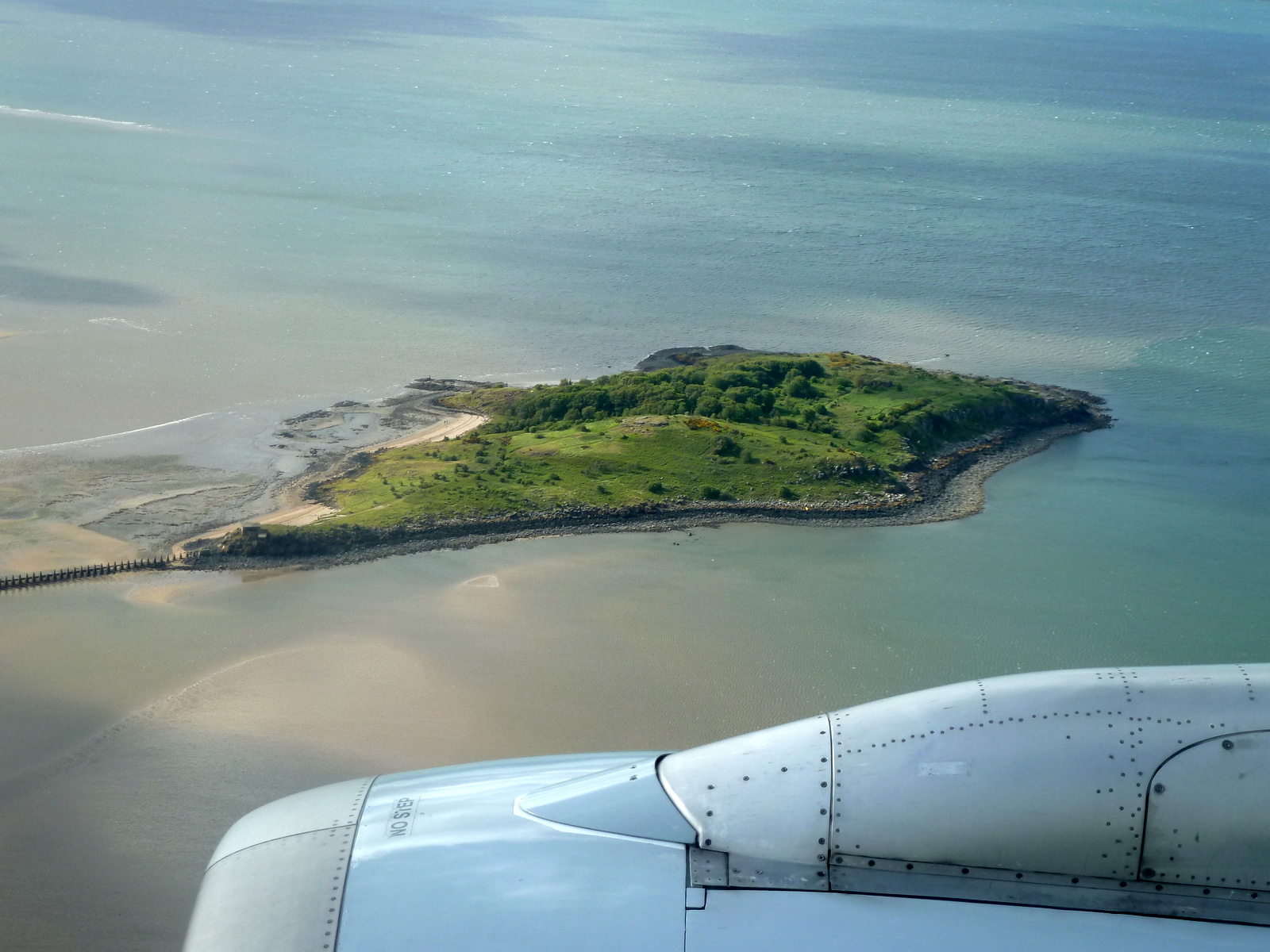
Luftbild
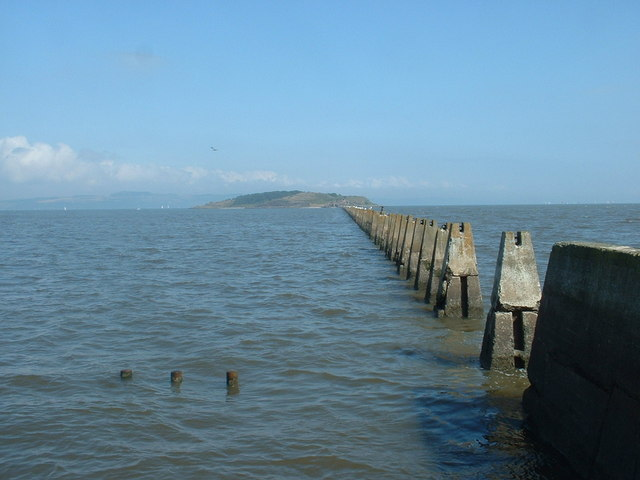
Der Damm bei Hochwasser